# Dialogues (Risset)
Dialogues est une œuvre mixte du compositeur français Jean-Claude Risset composée et créée en 1975.

## Instrumentation
La pièce est composée pour quatre instruments (flûte, clarinette, piano et percussions) et pour dispositif électronique (sons de synthèse réalisés par ordinateur).